# 太陽がくれた季節
「太陽がくれた季節」（たいようがくれたきせつ）は、1972年2月25日に発売された青い三角定規の2枚目のシングル。

## 解説
1972年2月に日本コロムビアからシングル盤が発売された。日本テレビ系列で放送された青春ドラマ『飛び出せ!青春』の主題歌として採用され、売り上げが80万枚、または100万枚を超えるヒットとなった。（オリコンの集計では50万枚）
ジャケット写真に使われている衣装は三宅一生のデザインで、写真の左から、岩久、西口、高田の順。
この曲を歌った青い三角定規は、この曲で1972年度の『第14回日本レコード大賞』新人賞を受賞。またNHKの『第23回NHK紅白歌合戦』に出場し、紅白初出場を果たす。ただしメインボーカルが女性の西口久美子であるにもかかわらず、紅組ではなく、白組出場となった。
この曲は1983年以後、音楽教科書にも掲載されている。
なお、「くれた」が、ひらがな表記のため、「太陽が暮れた季節」と誤った解釈をされる事も多いようだが、正しくは「太陽が呉れた季節」の意味である。

## 収録曲
- 両楽曲共に、作詞：山川啓介、作曲：いずみたく、編曲：松岡直也

1. 太陽がくれた季節 (2分13秒)
2. 青春の旅 (3分21秒)

## カバー
- 天地真理（1972年アルバム『虹をわたって』（SOLL-12）収録）
- 森昌子（1972年アルバム『ファーストアルバム』に収録　ライヴ版）
- 本田路津子（1972年アルバム『耳をすましてごらん』に収録）
- 暗い三角定規（1984年シングル。日活映画『宇能鴻一郎の濡れて打つ』（監督：金子修介）挿入歌）
- 冨永みーな（1992年アルバム『今日も元気です!』収録（ラジオドラマ「あこがれアニメ学園」エンディング））
- チャーミースマイル&グリーンヘッド（1997年ミニアルバム『Growin'Up』収録）
- dicot（2004年マキシシングル。カップリングは「あの素晴らしい愛をもう一度」）
- 謎の新ユニットSTA☆MEN[4]（2009年マキシシングル）
- イカロス（早見沙織）、見月そはら（美名）、五月田根美香子（高垣彩陽）、桜井智樹（保志総一朗）、守形英四郎（鈴木達央）（2009年放送のテレビアニメ『そらのおとしもの』第3話エンディングテーマ。アルバム『TVアニメーション「そらのおとしもの」 エンディングテーマ・コレクション』に収録）
- 桑田佳祐（2013年のAAAイベント『昭和八十八年度! 第二回ひとり紅白歌合戦』でカバー）
- 富士美高校サッカー部[5]（2017年放送のテレビアニメ『潔癖男子!青山くん』エンディングテーマ。）